# Disjunkt

Zwei disjunkte Mengen

In der Mengenlehre heißen zwei Mengen {\displaystyle A} und {\displaystyle B} disjunkt (lateinisch disjunctus (-a, -um) ‚getrennt‘), elementfremd oder durchschnittsfremd, wenn sie kein gemeinsames Element besitzen. Mehrere Mengen heißen paarweise disjunkt, wenn beliebige zwei von ihnen disjunkt sind.

## Definitionen

Ein disjunktes Mengensystem

Zwei Mengen {\displaystyle A} und {\displaystyle B} sind disjunkt, wenn ihre Schnittmenge leer ist, wenn also gilt:
{\displaystyle A\cap B=\emptyset }.
Eine Familie von Mengen {\displaystyle (M_{i})_{i\in I}} ist eine disjunkte Mengenfamilie, wenn ihre Elemente paarweise disjunkt sind, wenn also gilt:
{\displaystyle M_{i}\cap M_{j}=\emptyset } für {\displaystyle i\neq j} und {\displaystyle i,j\in I}.
Dies lässt sich auch ohne Rückgriff auf Negationen formulieren:
{\displaystyle i=j} für alle {\displaystyle i,j\in I} und {\displaystyle x\in M_{i}\cap M_{j}}.
Die Vereinigung {\displaystyle M} einer disjunkten Mengenfamilie nennt man disjunkte Vereinigung und schreibt sie als
{\displaystyle M={\dot {\bigcup _{i\in I}}}M_{i}}.
Sind außerdem alle Mengen der Familie nichtleer, liegt eine Partition von {\displaystyle M} vor.
Die Begriffe werden auch analog für Mengensysteme (anstelle von Mengenfamilien) verwendet.

## Beispiele
- Die Mengen {\displaystyle A=\{1,2,3\}} und {\displaystyle B=\{7,8,11\}} sind disjunkt, weil sie kein gemeinsames Element haben.
- Die Mengen {\displaystyle A=\{1,2,7\}} und {\displaystyle B=\{6,7,8,11\}} sind nicht disjunkt, da sie das Element {\displaystyle 7} gemeinsam haben.
- Die drei Mengen {\displaystyle A=\{1,2,3\}}, {\displaystyle B=\{4,5\}} und {\displaystyle C=\{5,6,7\}} sind nicht paarweise disjunkt, da zumindest eine der drei möglichen Schnittmengen (nämlich {\displaystyle B\cap C}) nicht leer ist.
- Die folgende Aufzählung definierte eine (unendliche) disjunkte Mengenfamilie, die eine Partition der ganzen Zahlen darstellt: {\displaystyle \{0\},\{1,-1\},\{2,-2\},\{3,-3\},\{4,-4\},\ldots }.
- Zwei verschiedene Geraden {\displaystyle g} und {\displaystyle h} in der euklidischen Ebene sind genau dann disjunkt, wenn sie parallel sind. Die Gesamtheit aller Parallelen zu einer gegebenen Geraden {\displaystyle g} bildet eine Partition der Ebene.

Weitere Beispiele:

Die Menge mit der Spielkarte und dem Buch ist disjunkt zur Menge mit der Gitarre und der Trommel.
Ein paarweise disjunktes Mengensystem
Ein nicht paarweise disjunktes Mengensystem

## Anwendung
Bei der Fragebogenkonstruktion müssen Fragen so formuliert werden, dass die Antwortmöglichkeiten (Begriffsbeziehungen) disjunkt und erschöpfend sind.
Beispiel für nicht-disjunkte Antwortmöglichkeiten: Wie viel verdienen Sie?
1. 0 bis 1000 Euro
2. 500 und mehr Euro.

Personen mit einem Verdienst zwischen 500 und 1000 Euro wissen nicht, welche Antwortmöglichkeit sie wählen sollen.

## Eigenschaften
- Die leere Menge {\displaystyle \emptyset } ist disjunkt zu jeder beliebigen Menge.
- {\displaystyle \{a\}} und {\displaystyle B} sind genau dann disjunkt, wenn {\displaystyle a\notin B}.
- Die Mächtigkeit einer endlichen disjunkten Vereinigung endlicher Mengen ist gleich der Summe der Einzelmächtigkeiten. Für nicht-disjunkte Vereinigungen gilt die Siebformel.
- Einelementige Mengensysteme sind immer paarweise disjunkt.
- Das leere Mengensystem ist paarweise disjunkt[1]